# Le Deuxième Été
 (février 2024).
Si vous disposez d'ouvrages ou d'articles de référence ou si vous connaissez des sites web de qualité traitant du thème abordé ici, merci de compléter l'article en donnant les références utiles à sa vérifiabilité et en les liant à la section « Notes et références ».
Le Deuxième Été est un roman à succès pour jeunes adultes publié par Ann Brashares en 2003. Il s'agit des aventures de quatre meilleures amies (Lena Kaligaris, Tibby Rollins, Bridget Vreeland et Carmen Lowell) qui passent leur été séparées, jusqu'à ce qu'un jean magique entre dans leur vie, bouleversant leur été.
Le livre est le deuxième volet d'une série de cinq livres : Quatre Filles et un jean (2001), Le Troisième Été (2004), Le Dernier Été (2007), Pour toujours (2012).
Le livre est l'une des trois adaptations dans un film Quatre Filles et un jean 2 (2008).